# 彼得·卢茨科夫
彼得·阿尼西莫维奇·卢茨科夫（俄语：Пётр Анисимович Луцков，1889年—1930年2月6日），俄罗斯及远东共和国军事人物。

## 生平
彼得·卢茨科夫出生于1889年，1907年参军，1909年毕业于基辅军事学校，成绩为一等，随后被分配到第98步兵团的尤里耶夫团（98-й пехотный Юрьевский полк）。他曾参加第一次世界大战，在战争中受伤并受到俄罗斯帝国的嘉奖。
二月革命后，卢茨科夫转而在俄国临时政府军队中任职。1918年底至1919年初，卢茨科夫在海军上将亚历山大·高尔察克的军队中担任总参谋部新闻部门的负责人，后被尼古拉耶夫总参谋学院第四期录取，后被派往西伯利亚军队参谋部任职。1919年5月，卢茨科夫任西伯利亚军队指挥官参谋，6月20日被任命为临时下级军官课程的负责人，7月8日升任参谋部情报部门负责人，随后成为高尔察克情报部门负责人的助手。
1920年，卢茨科夫转投红军，成为远东共和国人民革命军军官。1921年3月17日至6月11日，卢茨科夫担任滨海边疆区自治局陆海军参谋长，在远东共和国国防委员会担任阿穆尔军区参谋长，后在远东共和国国防委员会东部战区（Восточного фронта ДВР）任参谋长。
约1925年起，卢茨科夫因病淡出军职。1929年，卢茨科夫担任乌拉尔理工学院（Уральского политехнического института）副校长和军事学院的院长，11月12日因病离职。1930年2月6日，卢茨科夫在列宁格勒去世。